# Marcos Abrahão
Marcos Abrahão (Rio Bonito, 10 de março de 1962) é um administrador de empresas, empresário, policial militar e político brasileiro filiado ao União Brasil, e atual prefeito de sua cidade natal. Foi deputado estadual do Rio de Janeiro por cinco mandatos.

## Biografia
Filho de Faissar Abrahão e Georgina Flora da Silva Abrahão, Marcos Abrahão ingressou na Polícia Militar do Estado do Rio de Janeiro em 1986 e, neste mesmo ano, casou-se com Eucimar Mendonça Valente, no dia 26 de julho.
Em 1987 fundou a Eucimarcos Transportadora e, em 1990, instalou uma empresa de material médico-cirúrgico odontológico e hospitalar, no Rio de Janeiro, em sociedade com o deputado estadual Luiz Gomes.
Ingressou na Universidade Salgado de Oliveira (Universo), onde estudou Direito até o 4º período. Finalmente cursou Administração de Empresas nas Faculdades Integradas de Jacarepaguá, formando-se bacharel em janeiro de 2008.

## Carreira política
Ingressou na política no ano de 2000, concorrendo ao cargo de vereador pelo Partido Trabalhista Brasileiro, na cidade de Rio Bonito (RJ). Foi eleito com a maior votação para o cargo até então.
Em 2002 candidatou-se a deputado estadual e ficou como primeiro suplente de sua legenda. Posteriormente, assumiu o mandato de deputado estadual pelo Partido Social Liberal (PSL), após a morte do deputado Valdeci Paiva de Jesus, que como ele, era integrante do PSL.
Marcos Abrahão era o primeiro suplente de Valdeci, e com sua morte, herdou o cargo de deputado. No entanto foi acusado pelo Bispo Rodrigues de ser o mandante da morte do deputado, e ainda em 2003, pouco tempo depois de assumir o cargo, teve o mandato cassado em votação aberta na ALERJ, conforme determinava a Constituição do Estado do Rio de Janeiro. Uma liminar do Superior Tribunal de Justiça garantiu sua permanência no cargo. Esta decisão foi posteriormente ratificada pelo Supremo Tribunal Federal, que reconheceu como inconstitucional a existência de votações abertas para a cassação de mandato parlamentar.
Em 2004, 2008 e 2012, Abrahão concorreu por três vezes à prefeitura de sua cidade natal, mas não obteve êxito. 
Foi reeleito em 2006, novamente pelo PSL, com 36.714 votos.
Em outubro de 2009 filiou-se ao Partido Trabalhista do Brasil (PT do B), sendo reeleito no ano seguinte para o terceiro mandato com 52.525 votos. Em 2014, foi novamente reeleito pelo mesmo partido, com 28.777 votos.
Em 2015, na polêmica votação que elegeu Domingos Brazão para o Tribunal de Contas do Estado do Rio de Janeiro, Abrahão apresentou uma candidatura própria e votou em si mesmo, não tendo recebido outros votos.
Em 17 de novembro de 2017, votou pela revogação da prisão dos deputados Jorge Picciani, Paulo Melo e Edson Albertassi, denunciados na Operação Cadeia Velha, acusados de integrar esquema criminoso que contava com a participação de agentes públicos dos poderes Executivo e Legislativo, inclusive do Tribunal de Contas, e de grandes empresários da construção civil e do setor de transporte.
Nas eleições de 2018, foi reeleito deputado estadual para a 12ª legislatura (2019–2023) da ALERJ, pelo Avante, com 24.261 votos. No pleito de 2022, recebeu 18.520 votos e não foi reeleito.
Em 2024, após filiar-se ao União Brasil em março, Abrahão foi eleito prefeito do município com 10.082 votos (28,43% dos válidos). Tomou posse em 1.º de janeiro de 2025, junto a seu vice, Pastor Carlos Magno (PRD).

## Controvérsias

### Operação Furna da Onça
No dia 8 de novembro de 2018, Marcos Abrahão foi preso por policiais federais que cumpriam mandado de prisão temporária expedido pelo Tribunal Regional Federal da 2ª Região (TRF-2) no âmbito da Operação Furna da Onça. De acordo com o Ministério Público Federal, o parlamentar recebia mensalmente uma quantia de R$ 80 mil para que votasse na Assembleia Legislativa do Estado do Rio de Janeiro (Alerj) de acordo com os interesses do grupo político comandado pelo ex-governador Sérgio Cabral, tendo recebido ainda um "prêmio" de R$ 1,5 milhão. A partir do dia 12 de novembro de 2018, o político passou a cumprir prisão preventiva após decisão do TRF-2 que considerou o risco de destruição de provas fundamentais para o prosseguimento das investigações. Outros alvos da operação foram: Alcione Chaffin Andrade Fabri, chefe de gabinete e operadora financeira de Marcos Abrahão; e Leonardo Mendonça Andrade, assessor parlamentar e operador financeiro do político.
De acordo com o Ministério Público Federal (MPF), Marcos Abrahão também tinha influência para nomeações em postos do Detran-RJ situados nos seguinte municípios fluminenses: Cachoeiras de Macacu, Casimiro de Abreu, Itaboraí e Tanguá. As nomeações feitas pelo parlamentar eram para chefes de unidades, responsáveis pelas vistorias, e para assistentes. Os funcionários indicados para os postos também atuavam em campanhas políticas do político, garantindo-lhe votações expressivas em suas regiões de influência para nomeações. A disponibilização de cargos, tanto para Marcos Abrahão quanto para outros deputados estaduais, era feita em troca de votos favoráveis na ALERJ aos projetos de interesse do Grupo Facility/Prol, vencedor dos contratos para fornecimento de mão de obra nos postos do Detran-RJ, cujo proprietário era o empresário Arthur César Soares na época em que Sérgio Cabral era governador do Rio de Janeiro.

### Relatório sobre transações bancárias suspeitas
Em dezembro de 2018, veio à tona um relatório de 422 páginas do Conselho de Controle de Atividades Financeiras (Coaf) que havia sido anexado pelo Ministério Público Federal à investigação que origem à Operação Furna da Onça e que ganhou grande repercussão nacional por envolver um ex-assessor parlamentar de Flávio Bolsonaro, filho do presidente Jair Bolsonaro. O documento reúne informações a respeito de operações bancárias de 75 funcionários e ex-servidores da Assembleia Legislativa do Estado do Rio de Janeiro (Alerj) citadas em comunicados sobre transações financeiras suspeitas. As operações suspeitas, que envolvem pessoas que trabalham ou trabalharam em 20 gabinetes de deputados estaduais do Rio de Janeiro de diferentes matizes ideológicas, totalizam mais de R$ 207 milhões.
O relatório do Coaf apontou que funcionários do gabinete de Marcos Abrahão na Alerj movimentaram um total de R$ 0,3 milhão entre janeiro de 2016 e janeiro de 2017. O Ministério Público Federal, em nota, esclareceu que nem todas as movimentações atípicas citadas no documento seriam, necessariamente, ilícitas.

### Denúncia por lavagem de dinheiro
Após ser eleito prefeito de Rio Bonito em 2024, Abrahão tornou-se réu após uma denúncia do Ministério Público por lavagem de dinheiro e peculato, que teriam sido praticados entre 2013 e 2019, enquanto era deputado estadual, por meio de suas nomeações para cargos comissionados.